# Domino One
Pour plus de détails, voir Fiche technique et Distribution.
Domino One est un thriller américain réalisé par Nick Louvel avec Nick Garrison, Ken Cheeseman, Steve Guttenberg et Tatyana Ali. L'actrice Natalie Portman y tient également un petit rôle.

## Synopsis
Un étudiant en chimie tente de comprendre les raisons de la disparition de son directeur de recherche. Il découvre bientôt l'existence d'une société secrète, le Domino Club.

## Fiche technique
- Réalisation : Nick Louvel
- Scénario : Nick Garrison et Nick Louvel
- Musique : Nicholas Britell
- Producteur : Nick Garrison, Alexander Kopp, Chris Kuhl et Nick Louvel
- Montage : Nick Louvel
- Format : 1,78:1
- Photo : Nick Louvel
- Budget : 10 000 $ (estimation)
- Pays de production :  États-Unis
- Langue : anglais
- Date de sortie :
  - États-Unis : mars 2005

## Distribution
- Nick Garrison : Jason Young
- Ken Cheeseman : Edward Sebleman
- Steve Guttenberg : Casey
- Tatyana Ali : Laeticia Richards
- Nick Louvel : Casio
- Anthony Cornish : Jacob Gardner Gray
- Calvin Jensen : Michael Boothe
- Andrew George Fink : Stanley Corzants (comme Andy Fink)
- Emily Galvin : Stephanie Curtis
- Chris Starr : Gonzalve Sangene
- Chris Kuhl : Chris Kennedy
- Thomas Weisman : Thomas Kelly
- Natalie Portman : Dominique Bellamy